# Grub (Švýcarsko)
Grub (psáno také jako Grub AR pro odlišení od jiných stejnojmenných sídel) je obec ve švýcarském kantonu Appenzell Ausserrhoden. Nachází se ve severovýchodní části kantonu, asi 18 kilometrů severovýchodně od Herisau, v nadmořské výšce 812 metrů. Žije zde přibližně 1 000 obyvatel.

## Geografie
Grub leží v kotlině na potoce Mattenbach, který odděluje dvě obce Grub SG (sever) a Grub AR (jih). Cesta z Heidenu přes Grub do Rorschachu je historicky doložena již od 15. století a existovala také cesta z Grubu přes Eggersriet do St. Gallenu. Grub sousedí s obcemi Eggersriet, Rehetobel a Heiden. Kromě centrální obce patří k území obce různé menší osady (Riemen, Halten, Hartmannsrüti, Schwarzenegg, Frauenrüti) a jednotlivé statky. Nejvyšším bodem obce je vrch Kaien ve výšce 1115 m n. m.

## Historie

### Nejstarší historie

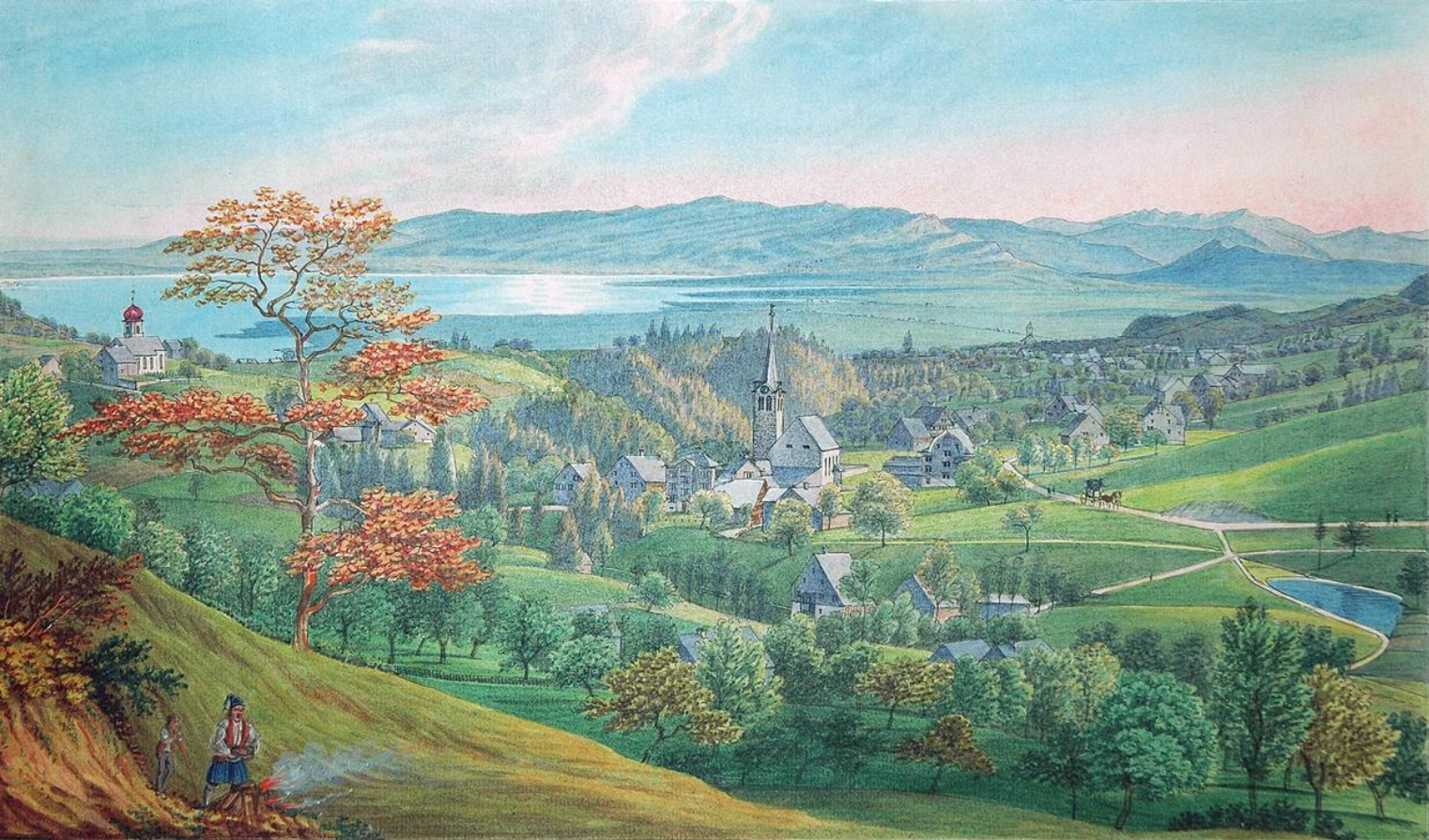
Obec na vyobrazení z poloviny 19. století

Při vykopávkách v Rorschacherbergu v roce 1937 byla objevena ohniště ze sídliště z doby halštatské, což svědčí o tom, že lidé byli v této oblasti usazeni již před více než 2000 lety. Předpokládá se, že tato oblast byla využívána jako lovecký revír.
Osada je v listinách poprvé zmiňována v roce 1488 jako uss der Gruob, nejstarší názvy statků ve 13. a 14. století ukazují na osídlení z Rorschachu a Goldachu (západní část). Zdá se, že hlavní hospodářský prospěch měli šlechtici z Rorschachu jako feudálové kláštera v St. Gallenu. Po appenzellských válkách v letech 1401 až 1429 byl Grub podél Mattenbachu rozdělen mezi nový stát Appenzell (Grub AR) a klášter St. Gallen (Grub SG). Grub v Appenzellu byl připojen k rhodu (okrsku) Trogen. V roce 1458 došlo k úpravě hranic. Vlastní „Grub“, prohlubeň ve východní oblasti, k níž lze přiřadit název místa, byl do roku 1495 poddanským územím Rorschachu.

### Reformace
Východní část obce Grub v Appenzellu patřila do roku 1474 k farnosti Rorschach, západní část do roku 1603 k farnosti Goldach. V roce 1474 povolil opat ze St. Gallenu postavit ve východní části appenzellského Grubu kapli jako dceřiný kostel Rorschachu. Ten měl od té doby zřejmě své vlastní úřady. V průběhu reformace se většina obyvatel Grubu vyslovila pro přestup na novou víru. Od roku 1589 kostel využívali rovným dílem katolíci ze St. Gallenu i reformovaní z Appenzellu. Mezi starou a novou vírou však opakovaně vznikalo napětí, zejména při tradičních procesích přes reformované území. V roce 1751 reformovaní kostel odkoupili a postavili nový, katolický kostel v Grubu, patřícího pod St. Gallen.
V roce 1752 byl v Grubu AR vysvěcen nový reformovaný kostel, který byl nyní mnohem větší a byl financován ze soukromých darů. Kostel navrhl a postavil stavitelský mistr z Teufenu, Jakob Grubenmann. To svědčí o tom, že někteří obyvatelé Grubu získali bohatství, většinou v oblasti obchodu s textilem.
V 90. letech 17. století začaly myšlenky Francouzské revoluce získávat stále více přívrženců, a to i v Grubu. To mimo jiné vedlo ke zdokonalení dosavadního pozemkového katastru. Ten obsahoval tehdy platné zákony v Appenzellu Ausserrhoden. Během helvétského období byl Grub součástí kantonu Säntis, okresu Wald.

### 19. století

Grub AR a Grub SG, letecký pohled z roku 1957

Od počátku 19. století se v obci Grub zdokonaloval hasičský systém. Obec měla v počátcích hasičský vůz. Poprvé byla použita v roce 1832, kdy došlo k požáru malého neobydleného domu.
V roce 1843 se farníci v Grubu a Heidenu rozhodli obnovit silnici Heiden – Grub – Eggersriet – Martinsbrücke – St. Gallen. Spojení mělo pro textilní výrobce v Grubu a Heidenu mimořádný význam, protože zajišťovalo přístup do hospodářského centra oblasti, St. Gallenu. V následujících letech byla v rámci obce Grub AR vybudována další dopravní spojení. Při této příležitosti byl na této trase zřízen také dostavník. Centrum obce kolem kostela se rozvinulo až ve druhé polovině 19. století, a to z osady na vesnici.
V roce 1873 Grub nepřijal nabídku Heidenu, aby se podílel na nákladech železničního spojení mezi Rorschachem a Heidenem. Po zrušení dostavníkové linky v roce 1875 tak měl Grub špatné napojení na veřejnou dopravu. To vyvolávalo nelibost. Po žádosti čtenářského spolku z Grubu - spolu s dalšími čtenářskými spolky, jejichž obce byly špatným dopravním spojením postiženy - byl v roce 1895 dostavník obnoven. Dnes má Grub každou půlhodinu spojení se St. Gallenem prostřednictvím poštovní autobusové linky Heiden–Engelburg.

### 20. století
V roce 1910 byla založena soukromá společnost „Elektra Grub“ se sídlem v Grubu. Prosazovala elektrifikaci obce. V roce 1916 byla její zařízení postoupena obci.
Od počátku první světové války se Grub dostal do hospodářských potíží. V meziválečném období obec zchudla a chudoba trvala až do doby po druhé světové válce. Teprve poté se Grub začal hospodářsky zotavovat. Nové ulice a čtvrti budované od roku 1964 svědčí o rostoucí oblibě Grubu jako obce k bydlení. V této době byly postaveny i další budovy, například dnešní základní škola nebo domov důchodců. Cílem bylo zatraktivnit obec jako místo pro život. Opatření se ukázala jako účinná. V období mezi lety 1970 a 1990 zaznamenal Grub největší procentuální nárůst počtu obyvatel v kantonu Appenzell Ausserrhoden. Veřejné služby jsou od roku 1970 stále častěji vykonávány prostřednictvím účelových sdružení; například základní škola je provozována společně s Grubem SG (od roku 1978), střední škola je ve Wolfhaldenu a o katastr se od roku 2001 stará obec Heiden.

## Obyvatelstvo

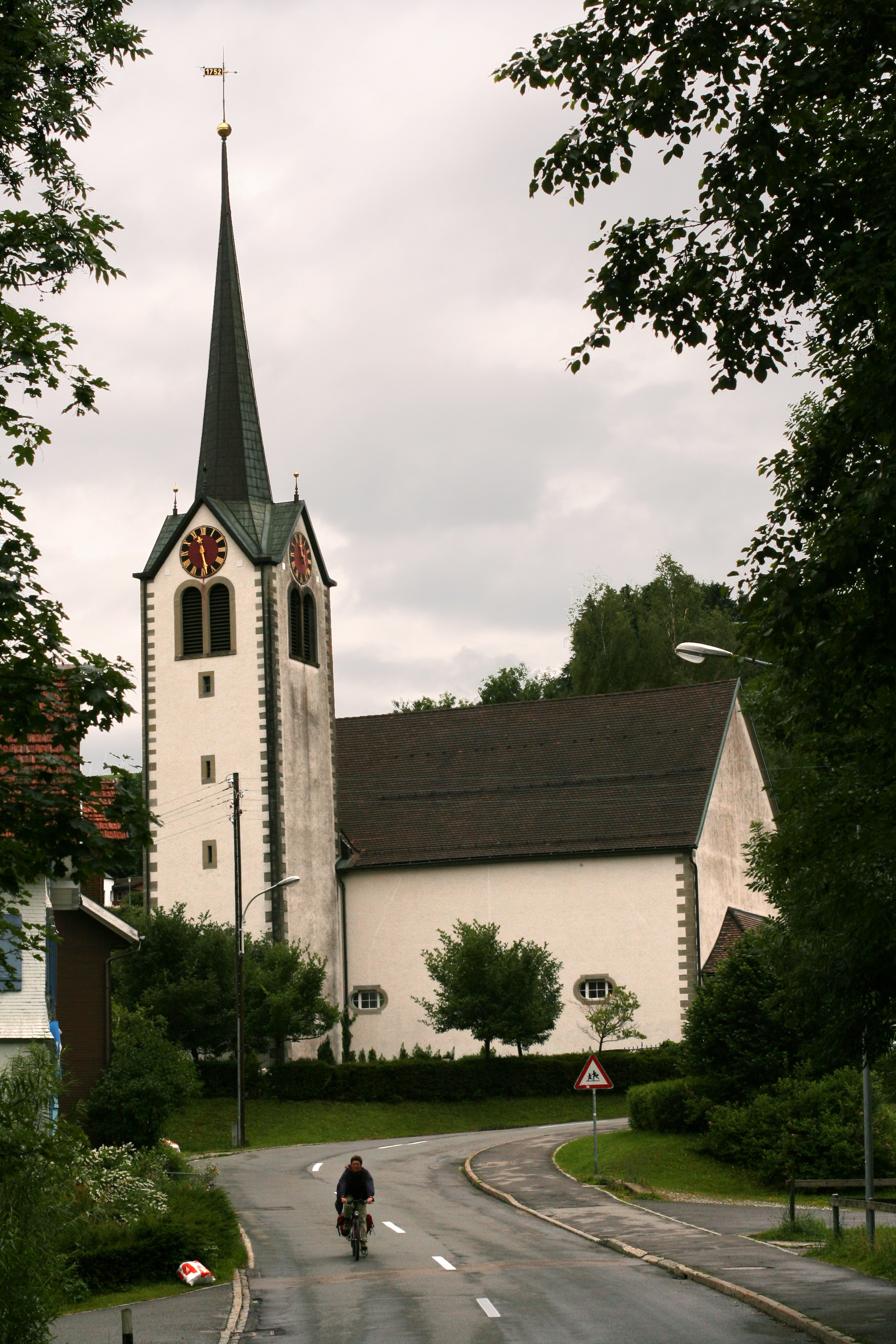
Reformovaný kostel v Grubu

| Vývoj počtu obyvatel | Vývoj počtu obyvatel | Vývoj počtu obyvatel | Vývoj počtu obyvatel | Vývoj počtu obyvatel | Vývoj počtu obyvatel | Vývoj počtu obyvatel | Vývoj počtu obyvatel | Vývoj počtu obyvatel | Vývoj počtu obyvatel | Vývoj počtu obyvatel | Vývoj počtu obyvatel | Vývoj počtu obyvatel | Vývoj počtu obyvatel | Vývoj počtu obyvatel | Vývoj počtu obyvatel | Vývoj počtu obyvatel |
| -------------------- | -------------------- | -------------------- | -------------------- | -------------------- | -------------------- | -------------------- | -------------------- | -------------------- | -------------------- | -------------------- | -------------------- | -------------------- | -------------------- | -------------------- | -------------------- | -------------------- |
| Rok                  | 1667                 | 1734                 | 1818                 | 1850                 | 1870                 | 1888                 | 1900                 | 1920                 | 1941                 | 1960                 | 1980                 | 2000                 | 2010                 | 2020                 | 2022                 |                      |
| Počet obyvatel       | 543                  | 890                  | 715                  | 967                  | 937                  | 992                  | 1017                 | 830                  | 679                  | 659                  | 833                  | 1038                 | 1005                 | 1007                 | 989                  |                      |

## Hospodářství

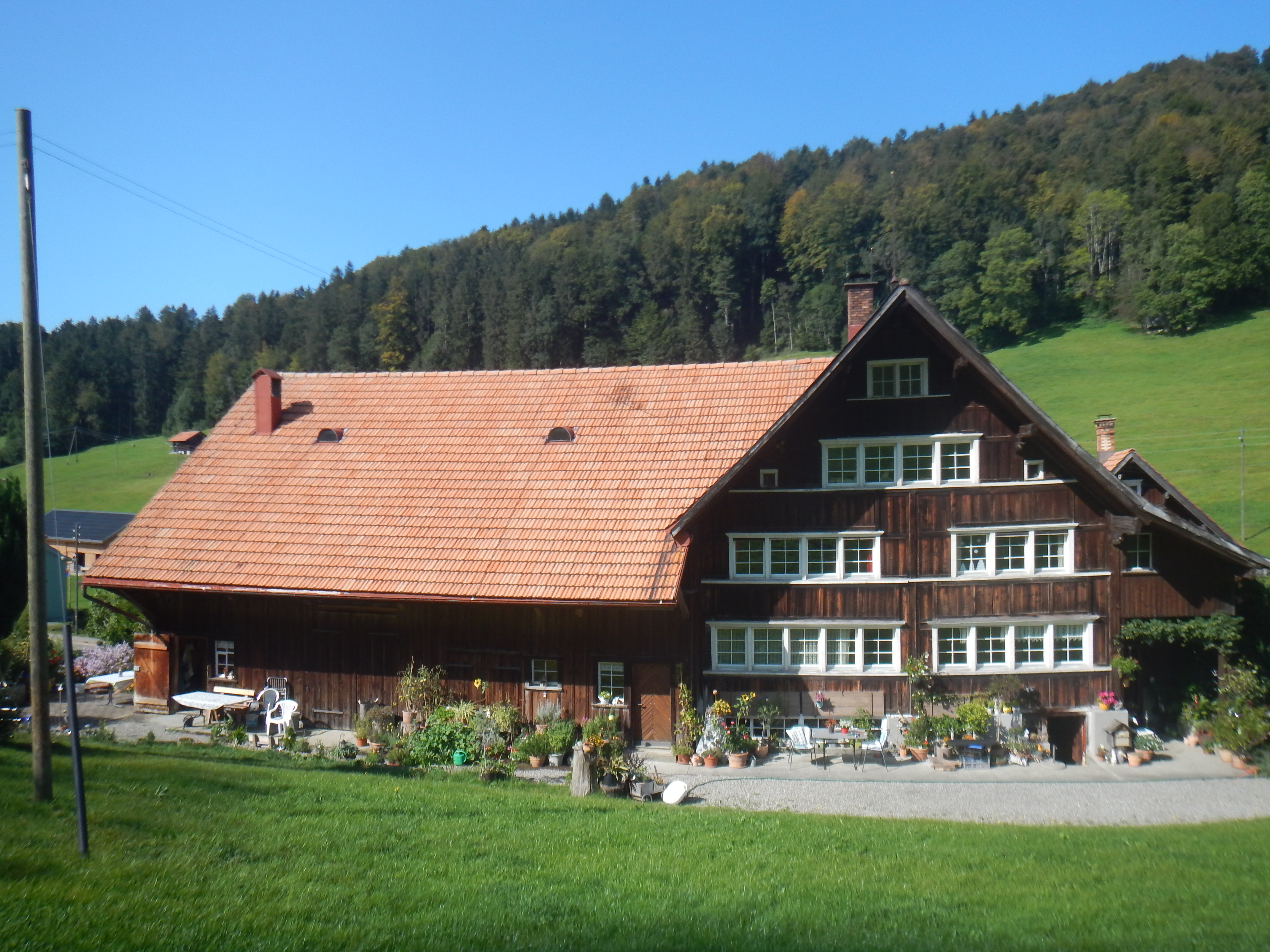
Tradiční architektura v obci

Stejně, jako jinde v Appenzellu Ausserrhoden, bylo historicky hlavním zaměstnáním místních obyvatel zemědělství a textilní průmysl. Zavedení tkaní bavlny kolem roku 1750 učinilo z některých obyvatel Grubu textilní výrobce, zvláště výnosné bylo tkaní bavlněného mušelínu. V 19. století zde byla vařovna příze, bělidlo a dvě soukárny. Přibližně od roku 1870 do roku 1920 převládalo tkalcovství saténovým stehem a vyšívání. Konec textilního průmyslu v době první světové války vedl k výraznému odlivu obyvatelstva. V letech 1939–2000 klesl počet statků z 69 na 16.
V Grubu se nacházejí různé řemeslné podniky. Nachází se zde řeznictví, sýrárna a obchod s potravinami a také několik hostinců s dlouholetou tradicí.
Významným zaměstnavatelem v obci jsou minerální a léčebné lázně Unterrechstein. První zmínka o léčivém prameni v Unterrechsteinu pochází z roku 1463, první lázně jsou doloženy v roce 1785 a v průběhu let se zde rozvinuly lázně s vanovými koupelemi. V roce 1982 byla založena současná společnost a lázně byly rozšířeny na zdravotní a wellness centrum se saunami, masážemi, fyzioterapií a fitness programy.